# Tantóbal
Tantóbal är en ort i Mexiko.   Den ligger i kommunen Ciudad Valles och delstaten San Luis Potosí, i den centrala delen av landet, 260 km norr om huvudstaden Mexico City. Tantóbal ligger 57 meter över havet och antalet invånare är 695.
Terrängen runt Tantóbal är platt. Runt Tantóbal är det ganska glesbefolkat, med 42 invånare per kvadratkilometer. Närmaste större samhälle är Tampate, 18,6 km sydväst om Tantóbal. Omgivningarna runt Tantóbal är en mosaik av jordbruksmark och naturlig växtlighet.